# Ivan Alipiev
Ivan Alipiev (in bulgaro Иван Алипиев?; Sofia, 28 luglio 1999) è un cestista bulgaro.

## Carriera
Con la Bulgaria ha disputato i Campionati europei del 2022.